# Lilius Bratton Rainey

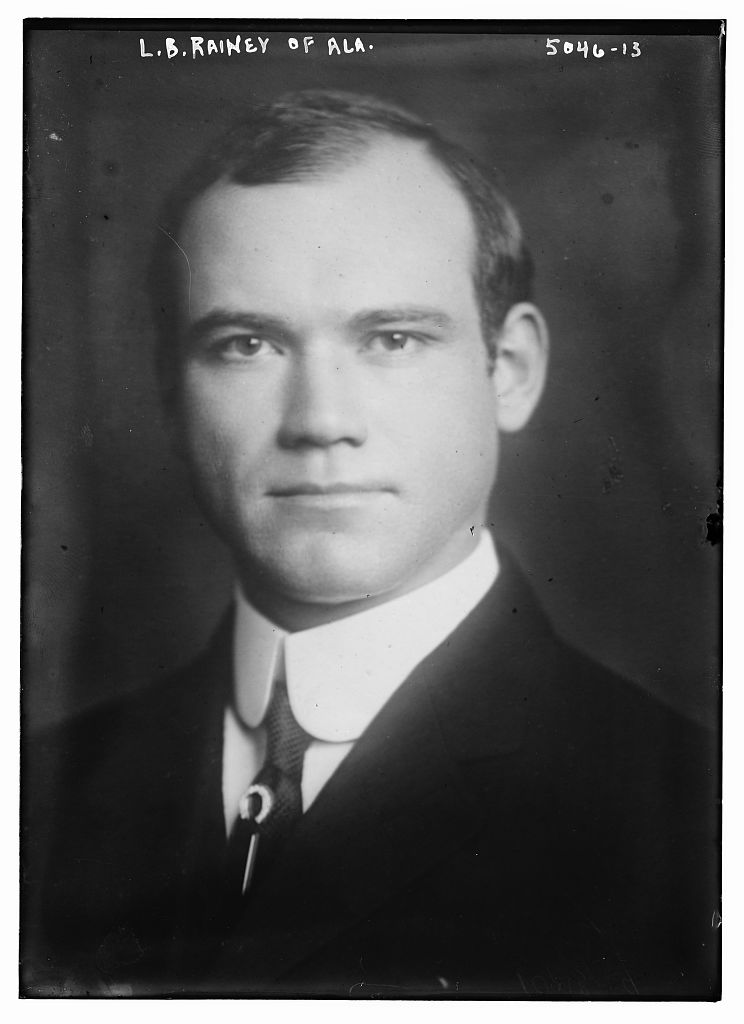
Lilius Bratton Rainey

Lilius Bratton Rainey (* 27. Juli 1876 in Dadeville, Tallapoosa County, Alabama; † 27. September 1959 in Gadsden, Etowah County, Alabama) war ein US-amerikanischer Rechtsanwalt und Politiker (Demokratische Partei).

## Werdegang
Lilius Bratton Rainey besuchte die Gemeinschaftsschule und zog dann nach Fort Payne (Alabama). Er graduierte 1899 am Alabama Polytechnic Institute in Auburn und 1902 am Law Department der University of Alabama in Tuscaloosa. Seine Zulassung als Anwalt bekam er im letzten Jahr und fing dann in Gadsden (Alabama) an zu praktizieren. Rainey verfolgte ebenfalls eine militärische und politische Laufbahn. Er wurde 1903 zum Captain in der Alabama National Guard gewählt und 1906 wiedergewählt. Im nachfolgenden Jahr trat er von seinem Kommando zurück. Er war zwischen 1911 und 1917 als Solicitor in Gadsden tätig.
Rainey wurde in den 66. US-Kongress gewählt, um dort die freie Stelle zu füllen, die durch den Tod von John L. Burnett entstand. Er wurde in den 67. US-Kongress wiedergewählt. Rainey entschied sich 1922 gegen eine erneute Kandidatur für den 68. US-Kongress. Er war im US-Repräsentantenhaus vom 30. September 1919 bis zum 3. März 1923 tätig. Ferner war er Kurator am Alabama Department of Archives and History in Montgomery. Danach ging er bis zu seinem Tod 1959 in Gadsden seiner Tätigkeit als Anwalt wieder nach. Er wurde auf dem Glenwood Cemetery in Fort Payne beigesetzt.